# Whitney Able
Whitney Nees Able (* 2. Juni 1982 in Houston, Texas) ist eine US-amerikanische Schauspielerin.

## Leben
Whitney Able hat einen Bruder. In den frühen Jahren wuchs sie in Spanien und Mexiko auf. Ihre bisher wichtigsten Rollen waren die der Chloe im Horror-Thriller All the Boys Love Mandy Lane (2006) und als Samantha in der Hauptrolle des Science-Fiction-Dramas Monsters (2010).
Able war von Juli 2010 bis November 2019 mit ihrem Schauspielkollegen aus Monsters Scoot McNairy verheiratet. Sie haben zwei Kinder.

## Filmografie (Auswahl)
- 2005: Age of Kali
- 2006: Dead Lenny
- 2006: Secrets of a Small Town (Fernsehserie, Folge 1x01 Pilot)
- 2006: Rodney (Fernsehserie, Folge 2x14 Das Kondom)
- 2006: All the Boys Love Mandy Lane
- 2007: CSI: NY (Fernsehserie, Folge 3x13 Um Haaresbreite)
- 2007: Unearthed
- 2007: Love and Mary
- 2007: Cold Case – Kein Opfer ist je vergessen (Cold Case, Fernsehserie, Folge 4x20 Cheerleader)
- 2008: Remarkable Power
- 2009: Mercy
- 2010: Everything Will Happen Before You Die
- 2010: More Things Change
- 2010: Tough Trade
- 2010: The Man That I Was
- 2010: Monsters
- 2010: The Sword and the Sorcerer 2 (Tales of an Ancient Empire)
- 2010: Nikita (Fernsehserie, eine Episode)
- 2010: Pound of Flesh
- 2010: The Kane Files: Life of Trial
- 2010: Criminal Minds (Fernsehserie, Folge 6x08 Spiegelbild der Sehnsucht)
- 2011: Annabel (Kurzfilm)
- 2011: (818)
- 2014: Ruhet in Frieden – A Walk Among the Tombstones (A Walk Among the Tombstones)